# りゅう座ニュー星
りゅう座ν星（ν Draconis、ν Dra）は、りゅう座にある二重星である。2つの恒星は、色と明るさがそっくりで、小型望遠鏡で簡単に観望できる二重星の代表的なものである。2つの恒星はそれぞれが、りゅう座ν1星、りゅう座ν2星というバイエル名を持つ。ν2星は、分光連星である。

## 名称
りゅう座ν星は、りゅう座β星（ラスタバン）、りゅう座γ星（エルタニン）、りゅう座μ星（アルラキス）、りゅう座ξ星（グルミウム）と共に「母ラクダ」を意味するAl ʽAwāïdと呼ばれ、後にはQuinque Dromedariiと記された。
また、りゅう座ν星にはクマ（Kuma）という固有名があるが、この名前は、アントニーン・ベチュヴァーシュが用いたことから広まったとされ、その由来は不明である。
中国では、「天上の唐棹」を示す天棓（拼音: Tiān Bàng）という星官を、りゅう座ξ星、りゅう座β星、りゅう座γ星、ヘルクレス座ι星と共に形成する。りゅう座ν星自身は、天棓二（拼音: Tiān Bàng èr）すなわち天棓の2番星と呼ばれる。

## 星系
ν1星とν2星の相対的な位置関係は、長期にわたってほとんど変化しておらず、2つの恒星は見かけだけの重星ではなく、固有運動を共有する連星である。両者は、北西-南東方向に、約62秒離れており、これは、年周視差を基に推定する地球からりゅう座ν星系までの距離99光年からすると、実際の距離にしておよそ1,900AUとなる。公転周期は、5万年以上にはなるとみられる。
ν2星は、視線速度の測定から分光連星であることが、1961年に発見された。視線速度の時間変化を詳しく調べることで、軌道要素は精度良く求められている。公転軌道はほぼ円で、公転周期が38日、連星間の平均距離（下限）は520万km（0.035AU）とされる。
ν1星とν2星は、どちらもA型星で、質量は太陽よりも大きい。2星を比較すると、ν2の方がやや質量が大きく、見かけの明るさも上である。また、ν2星は、金属のスペクトル線が異常に強いA型金属線星という特異星である。